# Ciclismo nos Jogos Pan-Americanos de 2019 - BMX estilo livre masculino
A competição do BMX estilo livre masculino foi um dos eventos do ciclismo nos Jogos Pan-Americanos de 2019, em Lima. Foi disputada no Parque Costa Verde - San Miguel em 11 de agosto.

## Calendário
Horário local (UTC−5)
| Dia          | Horário | Fase         |
| ------------ | ------- | ------------ |
| 11 de agosto | 12:01   | Qualificação |
| 11 de agosto | 13:13   | Final        |

## Medalhistas
| Ouro   | VEN Daniel Dhers  |
| Prata  | ARG José Torres   |
| Bronze | USA Justin Dowell |

## Qualificação
Um total de 8 atletas participaram da prova. A média das duas corridas determinou a ordem de classificação à final. 
| Pos. | CON                | Atleta         | Corrida 1 | Corrida 2 | Média |
| ---- | ------------------ | -------------- | --------- | --------- | ----- |
| 1    | ECU Equador        | Júlio Mosquera | 82.33     | 84.67     | 83.50 |
| 2    | VEN Venezuela      | Daniel Dhers   | 79.33     | 81.50     | 80.42 |
| 3    | USA Estados Unidos | Justin Dowell  | 78.83     | 81.00     | 79.92 |
| 4    | CRC Costa Rica     | Kenneth Tencio | 80.00     | 79.17     | 79.58 |
| 5    | ARG Argentina      | José Torres    | 77.67     | 77.17     | 77.42 |
| 6    | CAN Canadá         | Jaden Chipman  | 73.33     | 80.67     | 77.00 |
| 7    | BRA Brasil         | Cauan Madona   | 68.33     | 60.33     | 64.33 |
| 8    | PER Peru           | Job Montañez   | 62.50     | 63.67     | 63.08 |

## Final
Um total de 8 atletas participaram da prova. O melhor resultado entre as duas corridas determinou o resultado final. 
| Pos.              | CON                | Atleta         | Corrida 1 | Corrida 2 | Placar |
| ----------------- | ------------------ | -------------- | --------- | --------- | ------ |
| Medalha de ouro   | VEN Venezuela      | Daniel Dhers   | 50.33     | 88.50     | 88.50  |
| Medalha de prata  | ARG Argentina      | José Torres    | 46.00     | 87.33     | 87.33  |
| Medalha de bronze | USA Estados Unidos | Justin Dowell  | 84.33     | 85.17     | 85.17  |
| 4                 | ECU Equador        | Júlio Mosquera | 78.67     | 83.00     | 83.00  |
| 5                 | CRC Costa Rica     | Kenneth Tencio | 77.00     | 62.00     | 62.00  |
| 6                 | BRA Brasil         | Cauan Madona   | 73.67     | 64.67     | 73.67  |
| 7                 | CAN Canadá         | Jaden Chipman  | 42.67     | 71.33     | 71.33  |
| 8                 | PER Peru           | Job Montañez   | 57.67     | 63.00     | 63.00  |